# Хауіфосс
Хауіфосс (ісл. Háifoss) — водоспад на півдні Ісландії на річці Фоссау, розташований поблизу вулкана Гекла. Річка Фоссау, притока річки Тьоурсау, падає тут з висоти 122 м. Це другий за висотою водоспад в Ісландії.
Від ферми Стьойнг (ісл. Stöng), котра була зруйнована під час виверження Гекли і потім реконструйована, можна подорожувати пішки до водоспаду вздовж річки Фоссау. Вся дорога займає приблизно 5—6 годин. Вище водоспаду знаходиться автостоянка для туристів.